# Толкушкин, Дмитрий Иванович
Дмитрий Иванович Толку́шкин (25 октября 1842 —19 января 1905) — генерал-майор Российской армии.

## Биография
Дмитрий Иванович Толкушкин происходит из потомственных дворян Полтавской губернии. Родился 25 октября 1842 года, крещен в Рождество Богородицком приходе, в местечке Омельник (Полтавская губерния) в семье подпоручика в отставке Иоанна Исидорова Толкушкина 1800 г.р. и законной жены его Ольги Герасимовой 1815 г.р..
Начальное образование Дмитрий Иванович получил в Нижегородской графа Аракчеева военной гимназии (30 августа 1853—1862, 23 выпуск). Из кадетского корпуса выпущен подпоручиком в 11-й стрелковый батальон.

### Карьера
Чины:
Подпоручик (13.06.1862).
Переименован в прапорщики ( 16.05.1864).
Поручик (30.08.1866).
Штабс-капитан ( 28.08.1870).
Капитан ( 30.08.1874).
Переименован в ротмистры (21.03.1885).
Подполковник ( 30.08.1887).
Полковник ( 5.04.1898).
Генерал-майор с увольнением от службы (13.06.1903).
-
Служба в армии: (с 13.06.1862).
Младший офицер 11-й стрелковой батареи (1862).
Младший офицер 15-го стрелкового батальона.
В Отдельном корпусе пограничной стражи с 16 мая 1864 года.
Отрядной офицер Завихостской бригады пограничной стражи (1864 – 1865).
Отрядной офицер Кубейской бригады пограничной стражи (15.11.1865 – 1878).
Отрядной офицер Измаильской бригады пограничной стражи (1878 – 1884).
Обер-офицер для поручений штаба той же бригады (1.03.1884 – 2.05.1884).
Обер-офицер для поручений Скулянской бригады пограничной стражи ( 2.05.1884 – 5.07.1884).
Обер-офицер для поручений Измаильской бригады пограничной стражи ( 5.07.1884 – 1887).
И.д. командира отдела Волынской бригады пограничной стражи  (15.04.1887 – 7.09.1887).
Командир отдела Волынской бригады пограничной стражи ( 7.09.1887 – 1889).
Командир 3-го отдела Волочиской бригады пограничной стражи (м. Гусятин, Подольской губернии, Каменецкого уезда) ( 29.03.1889 – 1897).
И.д. помощника командира Ченстоховской бригады пограничной стражи (г. Ченстохов) (11.10.1897 – 1899).
Помощник командира Ченстоховской бригады 3-го округа Отдельного корпуса пограничной стражи (1899 – 1900).
Утвержден в должности помощника командира Ченстоховской бригады пограничной стражи (29.06.1900 – 1903).
Был уволен от службы с мундиром и пенсией (13.06.1903).
-
Награды:
ордена:
– Св. Станислава 3-й ст. (1872),
– Св. Анны 3-ст. (17.04.1881),
– Св. Станислава 2-й ст. ( 8.03.1893),
– Св. Владимира 4-й ст. (1898);
медали:
– темно-бронзовая в память войны 1877 – 1878 гг. (1878),
– серебряная в память царствования Александра III,
– серебряная в память Св. Коронования Их Императорских Величеств,
– бронзовая для бывших воспитанников ВУЗов в память Императора Николая I; 

## Семья
Отец его из солдатских детей Владимирского укрепления, как несколько раз раненный в боях и Георгиевский кавалер, произведен в офицерский чин с зачислением в потомственное дворянство:
«Толкушкин Иван Сидоров. В службу вступил рядовым 1818 года августа 31 дня в 26 бывший (Казанский) Егерский полк. Переведен Лейб-гвардии в Егерский полк 1819 года июля 16…из оной Лейб-гвардии в Гарнизонный батальон 1820 года октября 3. Из сего же обратно Лейб- гвардии в Егерский полк 1822 генваря 1. Произведен в унтер- офицеры 1826 года генваря 14, в прапорщики 1830(1836) апреля 6 в Томский Егерский полк, в 1831 году ранен.
Знак отличия военного ордена № 61882.
Серебряная медаль за Турецкую войну 1828—1829 гг.
Знак отличия Польского ордена за военные достоинства 5 степени.»

### Братья и сёстры
Толкушкин Федор Иванович-25 сентября 1840 г. р., м. Омельник, Полтавская губерния.
Толкушкина Иулиана Ивановна-15 декабря 1844 г. р., м. Омельник.
Толкушкины Мелания и Мария Ивановны-близнецы.− 1847 г. р., м. Омельник. Мелания умерла, Мария выжила.
Толкушкин Пётр Иванович-19 февраля 1949 г. р., м. Омельник.
Толкушкин Александр Иванович-01 августа 1851 г .р., м. Омельник.

### Жена и дети
Жена: Ольга Ивановна 1847 −1939.
Дети:
Толкушкин Борис Дмитриевич (17.06.1875—1920)
Толкушкин Сергей Дмитриевич (01.10.1879—29.10.1938)
Толкушкина Ольга Дмитриевна (около 1868—1943)
Сомова (Толкушкина) Елизавета Дмитриевна (около 1883—?)
Генерал- майор Толкушкин Дмитрий Иванович умер 19 января 1905 года, в возрасте 63 лет, от ишемической болезни, в г. Николаев, Херсонской губернии.